# Georgi Zonow
Georgi Stojkow Zonow (bulgarisch Георги Стойков Цонов, englisch Georgi Tsonov; * 2. Mai 1993 in Sliwen) ist ein bulgarischer Leichtathlet, der sich auf den Dreisprung spezialisiert hat.

## Sportliche Laufbahn
Erste internationale Erfahrungen sammelte Georgi Zonow im Jahr 2010, als er bei den erstmals ausgetragenen Olympischen Jugendspielen in Singapur mit einer Weite von 15,80 m die Bronzemedaille im Dreisprung gewann. Im Jahr darauf gewann er dann auch bei den Junioreneuropameisterschaften in Tallinn mit 15,90 m die Bronzemedaille und 2012 belegte er bei den Juniorenweltmeisterschaften in Barcelona mit 16,10 m den vierten Platz. 2013 schied er bei den Halleneuropameisterschaften in Göteborg mit 16,58 m in der Qualifikation aus, wie auch bei den Leichtathletik-Europameisterschaften 2014 in Zürich mit 16,35 m. 2015 belegte er bei den Halleneuropameisterschaften in Prag mit 16,75 m den fünften Platz im Dreisprung und schied im Weitsprung mit 7,40 m in der Qualifikationsrunde aus. Anschließend gewann er bei den U23-Europameisterschaften in Tallinn mit einem Sprung auf 16,77 m die Silbermedaille und siegte anschließend bei den Balkan-Meisterschaften in Pitești mit 17,01 m. Im August startete er bei den Weltmeisterschaften in Peking, schied dort aber mit 16,59 m in der Vorrunde aus. Im Jahr darauf wurde er bei den Europameisterschaften in Amsterdam mit 16,53 m Siebter und qualifizierte sich zudem für die Teilnahme an den Olympischen Spielen in Rio de Janeiro, bei denen er mit 15,20 m den Finaleinzug verpasste.
2017 erreichte er bei den Balkan-Hallenmeisterschaften in Belgrad mit 7,23 m Rang elf im Weitsprung und belegte anschließend bei den Halleneuropameisterschaften ebendort mit 16,78 m den achten Platz im Dreisprung. Daraufhin gewann er bei den Balkan-Meisterschaften in Novi Pazar mit 16,62 m die Silbermedaille und schied dann bei den Weltmeisterschaften in London mit 16,53 m in der Qualifikationsrunde aus. 2018 gewann er bei den Balkan-Meisterschaften in Stara Sagora mit 16,16 m die Bronzemedaille und im Jahr darauf siegte er dann bei den Meisterschaften in Prawez mit einer Weite von 17,03 m. Daraufhin startete er erneut bei den Weltmeisterschaften in Doha, bei denen er aber mit 16,61 m abermals den Finaleinzug verpasste. 2021 erreichte er bei den Balkan-Hallenmeisterschaften in Istanbul mit 15,88 m Rang fünf und anschließend schied er bei den Halleneuropameisterschaften in Toruń mit 16,16 m in der Qualifikation aus. Ende Juni gewann er bei den Balkan-Meisterschaften in Smederevo mit 16,12 m die Silbermedaille.
In den Jahren 2020 und 2021 wurde Zonow bulgarischer Meister im Dreisprung im Freien sowie 2011 und 2021 in der Halle. Auch sein Vater Stojko Zonow war für als Dreispringer für Bulgarien aktiv.

## Persönliche Bestleistungen
- Weitsprung: 7,58 m (−0,2 m/s), 29. Mai 2016 in Plowdiw
  - Weitsprung (Halle): 7,67 m, 22. Februar 2015 in Bukarest
- Dreisprung: 17,03 m (+0,5 m/s), 18. Juli 2015 in Stara Sagora
  - Dreisprung (Halle): 16,78 m, 5. März 2017 in Belgrad